# Firestarr
Firestarr — дебютный студийный альбом американского рэпера Fredro Starr, выпущенный 13 февраля 2001 года на лейбле Koch Records.
Firestarr был спродюсирован Fredro Starr, DaVinci и Ant Beats. В записи альбома приняли участие участники группы Outlawz — E.D.I., Napoleon и Young Noble, а также Sticky Fingaz, X1, Ice-T, Capone, Noreaga, Cuban Link, Aaron Hall и многие другие.
Альбом дебютировал под номером 76 в чарте Billboard 200, под номером 18 в чарте Top R&B/Hip Hop Albums и под номером 2 в чарте Independent Albums в американском журнале Billboard 3 марта 2001 года.

## Предыстория
Фронтмен группы Onyx, Фредро Старр, после ухода с лейбла Def Jam сосредоточил своё внимание на выпуске сольного релиза. Для этого ему даже пришлось переехать из Нью-Йорка в Лос-Анджелес, где он встретил Омара «Айсмена» Шарифа, благодаря которому и возникла идея выпуска сольного альбома на независимом лейбле Koch Records. Позже на этом же лейбле будет выпущен четвёртый по счёту альбом группы Onyx, Bacdafucup: Part II. Результатом стараний Фредро Старра стал его дебютный альбом, Firestarr, состоящий из 15 треков.

## Запись альбома и продакшн
Альбом был записан в период с 1999 по 2000 год на студии OPM Studios в Голливуде (Лос-Анджелес, Калифорния). И только одна песня «I Don’t Wanna…» была записана совместно с певцом Аароном Холлом в 2000 году на студии Studio 76 в городе Кливленд в штате Огайо. Большую часть альбома спродюсировали Фредро Старр и DaVinci. 4 трека на альбоме спродюсировал Ant Beats.

## Релизы
Японское издание альбома включало один бонус-трек «V12 — Niggaz», который ранее выходил на сборнике «Race Riot» в 2000 году. Песня «Dangerous» была записана совместно со Still Livin' специально для этого альбома, но позже была выпущена на втором альбоме. Песня «Thugz N My Killaz» была записана совместно c X1 и Begetz специально для этого альбома, но не была выпущена. Песня «Perfect Chick (Remix)» была выпущена в виде сингла и является ссылкой на ремикс на трек «Me & My Bitch» рэпера The Notorious B.I.G.

## Синглы
В поддержку выхода альбома было выпущено 4 сингла: «Shining Through» (Theme From «Save The Last Dance») (2000), «Dying For Rap» (2000), «Dat B Dem / Dying For Rap» (2000), «Perfect Chick» (2001). В поддержку выхода альбома было снято два видеоклипа на песни: «Dyin’ 4 Rap / Dat Be Dem» и «Perfect Bitch».

## Приём критиков
| Оценки критиков | Оценки критиков |
| Источник        | Оценка          |
| --------------- | --------------- |
| AllMusic        | [ 1 ]           |
| RapReviews      | [ 2 ]           |
| HipHopDX        | [ 3 ]           |
| Vibe            | [ 4 ]           |
| 30Rap.com       | [ 5 ]           |

Джон Азпири из AllMusic поставил альбому две с половиной звезды из пяти, прокомментировав: «С его привычным стилем в рэпе, бывший фронтмен Onyx, Фредро Старр, создал впечатляющий сольный альбом, который содержит достаточно треков для вечеринок, чтобы осчастливить фанатов Onyx, а также предлагает некоторые более глубокие темы, которые обращены к новой аудитории. После появления в нескольких фильмах и в телесериале Moesha, многие ставят под сомнение уличный авторитет Фредро Старра, но он отвечает умело с жёсткими треками как „Thug Warz“. Фредро также показывает свою более задумчивую сторону на треке „What If“. К сожалению, альбом перенасыщен слишком большим количеством гостей. Тем не менее, Firestarr является твёрдым ответом тем, кто его критикует и является доказательством того, что, если будет предоставлена возможность, Фредро Старр всё ещё может блистать.»
Стив «Флэш» Джуон из RapReviews дал альбому шесть из десяти звёзд, и заявил: «Фредро немного отошёл от своего злого и грубого стиля Onyx на этом релизе. У него по-прежнему грубый, хардкорный би-бой голос, и здесь присутствуют энергичные адреналиновые песни, такие как „Dyin '4 Rap“ и „Dat Be Dem“; но Фредро также делится своими личными мыслями о тайнах жизни с „What If“ и о борьбе за выживание с „Shining Through“.»
Сайт HipHopDX дал альбому три с половиной звезды из пяти, и заявил: «Некоторые из негативных аспектов дебюта Фредро Старра заключаются в том, что совместные песни непоследовательны и не дотягивают до увлекательного воплощения альбома. Отполированные звёзды, такие как Cuban Link, Capone-N-Noreaga и Ice-T, вызывают только путаницу на альбоме Firestarr. Музыка на таких песнях, как „Soldierz“ и „I Don’t Wanna“, не соответствует стандартам и сбивает с толку релиз для достойного в остальном альбома.»
Стефан Йоханнесберг из немецкого интернет-журнала Laut.de негативно отозвался о флоу, текстах и продакшене альбома, заявив: «Предсказуемое поражение. Его флоу осталось незаметным. Тексты не так хороши, как ожидалось. К сожалению, биты ниже среднего. Они доминируют над синтезаторными звуками 08/15, которые лежат в основе коммерческих, беспокойных ритмов. „What If“, „Perfect Bitch“ и ремикс на „Save The Last Dance“ вполне приемлемые песни, которые можно найти на „Firestarr“. Тема „What If“ уже объяснялась нам Q-Tip в начале 90-х, но Фредро выдаёт несколько забавных строк. То же самое относится и к „Perfect Bitch“. Здесь он делает себе идеальную жену из всех известных эротических звёзд этой планеты. („задница Дженнифер Лопес, грудь Джанет Джексон и т. д.“).»

## Список композиций
| #   | Название                                                 | Участвующие гости                                     | Продюсер(ы)                                    | Длительность |
| --- | -------------------------------------------------------- | ----------------------------------------------------- | ---------------------------------------------- | ------------ |
| 01. | «Comin’ At The Game»                                     |                                                       | Ant Beats                                      | 1:24         |
| 02. | «Dyin’ 4 Rap»                                            |                                                       | Fredro Starr, DaVinci                          | 3:24         |
| 03. | «What If»                                                |                                                       | Fredro Starr, DaVinci                          | 4:36         |
| 04. | «Thug Warz»                                              | Outlawz (E.D.I., Napoleon), Sticky Fingaz (бэк-вокал) | Fredro Starr, DaVinci                          | 3:36         |
| 05. | «Perfect B!tch»                                          |                                                       | Ant Beats                                      | 3:23         |
| 06. | «Electric Ice»                                           | X1, Mieva                                             | Fredro Starr, DaVinci                          | 2:47         |
| 07. | «Who F#!k Better»                                        |                                                       | Fredro Starr, DaVinci                          | 3:34         |
| 08. | «Big Shots»                                              | Sin, Begetz (бэк-вокал)                               | Fredro Starr, DaVinci                          | 3:29         |
| 09. | «Soldierz»                                               | Sticky Fingaz, X1                                     | Fredro Starr, DaVinci                          | 4:08         |
| 10. | «One Night»                                              | Begetz, Ice-T, Versatile, Mieva (бэк-вокал)           | Ant Beats                                      | 3:13         |
| 11. | «Dat Be Dem»                                             | Begetz (бэк-вокал)                                    | Fredro Starr, DaVinci                          | 3:53         |
| 12. | «Dyin’ 4 Rap (Remix)»                                    | Capone-N-Noreaga, Young Noble, Cuban Link             | Fredro Starr, DaVinci; DJ Hectic (скрэтчи)     | 3:46         |
| 13. | «I Don’t Wanna…»                                         | Aaron Hall                                            | Fredro Starr, DaVinci                          | 5:05         |
| 14. | «America’s Most»                                         |                                                       | Ant Beats                                      | 1:20         |
| 15. | «Theme From 'Save The Last Dance' (Remix)» (Bonus Track) | Sunshine (бэк-вокал)                                  | Fredro Starr, DaVinci; Hector Delgado (ремикс) | 3:32         |

Бонус-трек японского издания
| #   | Название      | Участвующие гости    | Продюсер(ы)           | Длительность |
| --- | ------------- | -------------------- | --------------------- | ------------ |
| 16. | «V-12 Niggaz» | Sunshine (бэк-вокал) | DaVinci, Fredro Starr | 4:00         |

## Участники записи
Участники записи для альбома Firestarr взяты из сайта AllMusic и буклета компакт-диска.
| - Fredro Starr — исполнитель, вокал, продюсер, запись, сведение, cеквенсор - E.D.I. — участвующий артист - Napoleon — участвующий артист - Sticky Fingaz — участвующий артист, бэк-вокал - X1 — участвующий артист - Mieva — бэк-вокал - Sin — участвующий артист - David «Begetz» Cooper — участвующий артист, бэк-вокал, A&R - Ice-T — участвующий артист - Versatile — участвующий артист - Capone — участвующий артист - Noreaga — участвующий артист - Capone-N-Noreaga — участвующий артист | - Cuban Link — участвующий артист - Young Noble — участвующий артист - Aaron Hall — участвующий артист - Sunshine — участвующий артист - DaVinci — продюсер - Ant Banks — продюсер - DJ Hectic — скрэтч - Omar «Iceman» Sharif — исполнительный продюсер, менеджмент - Just — менеджмент - Hector Delgado — запись, сведение, cеквенсор - Mauly T. — запись («I Don’t Wanna…») - Chris Gehringer — мастеринг - Jonathan Mannion — фотограф - Jeff Chenault — арт-дирекция, дизайн |

## Чарты

### Еженедельные чарты
| Чарт (2001)                            | Высшая позиция |
| -------------------------------------- | -------------- |
| США (Billboard 200)                    | 76             |
| США (Billboard Top R&B/Hip-Hop Albums) | 18             |
| США (Billboard Independent Albums)     | 2              |